# Auob
Der Auob ist der westlichste der drei markanten Riviere der namibischen Kalahari. An ihm liegen unter anderem die Ortschaften Stampriet und Gochas.

## Verlauf
Der Fluss entspringt gut 150 Kilometer südöstlich der Hauptstadt Windhoek, auf der Hochebene von Hoachanas und hat einen sehr geraden Verlauf in südöstlicher Richtung. Etwa 70 Kilometer bevor er auf die Grenze mit Südafrika trifft, mündet von links sei wichtigster Nebenfluss, der Olifants. Bei 25°45′54″S 20°00′00″E überquert der Auob schließlich in südöstlicher Richtung die Grenze mit Südafrika. Nach weiteren 100 km auf südafrikanischem Boden mündet der Auob bei Twee Rivieren (Südafrika) bzw. Two Rivers (Botswana) in den ebenfalls aus der namibischen Kalahari kommenden Nossob.